# Pindara peropaca
Pindara peropaca är en fjärilsart som beskrevs av Jacob Hübner 1825. Pindara peropaca ingår i släktet Pindara och familjen nattflyn. Inga underarter finns listade i Catalogue of Life.